# マグロ (アダルト)
マグロとは、性交時に積極的行動を起こさない人やその様。同じ意味で、英語にはdead fishという表現がある。フランス語ではétoile de mer（ヒトデの意。脚を開いたままで動かないから）と言う。

## 語源
由来は魚市場でエラなどを切り取られ、競りにかけられるマグロの姿の連想から。
アダルト用語としては、元々ゲイの間で1980年代から使われてきた言葉であるとされている。隠語として、ハッテン場でコチコチに体を伸ばして、処理させるだけの人のことを言い表した。関係の冷め切った夫婦関係のなかで、妻が冷め切った様子で夫を受け入れる様子や強姦や売春での行為中に冷め切った様子の女性の隠喩として用いられる。つまり、冷凍され死んだ目で動かないマグロに冷め切った態度で性行為を受け入れる女性を喩えた隠語表現。そこから「冷凍」という接頭語が動かない人間を表す「マグロ」と結びつき「冷凍まぐろ」と言われるようになった。その後、次第に一般のアダルト用語として定着していくにつれ、「冷凍」という頭文字が略されるようになった。
上記とは別の説もある。それに拠れば、太平洋戦争後しばらくして東京に「淫乱旅館」と呼ばれるハッテン場、兵士のための素泊まり宿泊施設が開設され、その後いくつもの同様施設が誕生したが、その施設内の休憩用の大部屋に「雑魚寝」して相手を待ち、また「雑魚寝」している人々の中から自分好みの相手を探す、という遊びが流行することとなった。自分好みの相手と性行為出来たことを後に仲間内で自慢して話す際に「上物を喰った」とする表現があるが、洒落言葉の好きな客達は同じような表現として（「雑魚寝」の「雑魚」にかけて）雑魚の中から高級魚を探し当てたことになぞらえて「旅館でマグロを喰って来た」と表現したとされる。ただし、1960年代は冷凍技術の発達により「マグロ」が高級魚として全国に認識されていった時代でもあり、当初は相手への褒め言葉の意味合いが強かったようである。
「冷凍マグロ」という言葉は、その相手が自分には何のお返しもしてくれなかったことを表現する意味で、「手も足も出してくれず、冷たかった（＝冷凍）」ことを比喩して、「この間、喰ったの（男）は上物だけど冷凍マグロだった」などという言い回しとなり、こちらの方がより滑稽で流行したため現在のような「処理させるだけの人」の意味合いとなったとも言われる。

## 用例
より具体的には、性交時に仰向けになって正常位で男性を受け入れるのみの女性や、仰向けになり騎乗位の女性が動くに任せるだけの男性などを指す。風俗店では楽な客として扱われるが、実生活上では相手が張り合いをなくし愛情をなくすことが多々あるので、好ましい態度とはいえない。
サディスト、マゾヒストが極端な性格の人物や振る舞いを「ドS」「ドM」と表現するように、「ドマグロ」と表現することもある。